# Aïn El Berd
Aïn El Berd (în arabă عين البرد) este o comună din provincia Sidi Bel Abbès, Algeria.
Populația comunei este de 16.013 locuitori (2008).